# Sailor Moon SuperS
Sailor Moon SuperS (jap. 美少女戦士セーラームーン SuperS Bishōjo Senshi Sērā Mūn Sūpāzu) – czwarta seria Sailor Moon. Składa się z 39 odcinków (128-166). Anime zostało stworzone na podstawie mangi Naoko Takeuchi. Zostało wyemitowane w 1995. Powstał także film pełnometrażowy Sailor Moon SuperS: The Movie.
W 1996 roku, w 18. Anime Grand Prix, organizowanym przez magazyn Animage, czwarta seria Czarodziejki zajęła piętnaste miejsce w kategorii: najlepsze anime.

## Fabuła
Podczas zaćmienia słońca, do Tokio przybywa tajemniczy cyrk, którym kieruje Zirconia. Ich celem jest odnalezienie Złotego Kryształu, który jest w posiadaniu Pegaza. Ukrył się on jednak w ludzkich marzeniach (lustrach marzeń), przez co trudno go odszukać. W początkowych odcinkach, do ataku oddelegowane zostaje Waleczne Trio, a następnie, Kwartet Amazonek. Osobą, w której marzeniach ukrył się Pegaz okazuje się być Chibiusa, która jest kreowana jako centralna bohaterka serii.

## Postacie

### Pegaz
Pegaz (jap. 一角天馬 Pegasasu) – jedna z centralnych postaci serii, który po raz pierwszy pojawił się w 128. odcinku i 34. akcie mangi. Jest właścicielem Złotego Kryształu, który usiłują zdobyć członkowie Cyrku Martwego Księżyca, a także jest kapłanem i strażnikiem Złotego Królestwa – Eluzjonu. Przybierając ludzką postać jest kilkunastoletnim chłopcem o imieniu Elios (jap. エリオス Eriosu; Helios). Jego najbliższą przyjaciółką jest Chibiusa i to właśnie w jej marzeniach się ukrywa przez ścigającymi go wrogami (porozumiewa się z nią za pomocą Stallion Rêve). Przybył na Ziemię, aby chronić pięknych ludzkich marzeń. Według mangi, podczas finałowej walki z Królową Nehellenią, Elios zostaje uwięziony. Udaje się jednak go uwolnić dzięki Sailor Chibi Moon, a następnie oboje wspierają Sailor Moon podczas walki. Po jej zakończeniu Elios wraca do Eluzjonu.

### Cyrk Martwego Księżyca
- Królowa Nehellenia (jap. 女王ネヘレニア Joō Neherenia) – królowa Cyrku Martwego Księżyca[11]. Jej imię pochodzi od imienia fryzyjsko-rzymskiej bogini Nehelleni, opiekunki podróżnych. Dorastała będąc adorowaną przez swoich podwładnych, lecz nie miała wśród nich żadnych przyjaciół. Przez wywołaną w ten sposób samotność, często stała przed lustrem i wmawiała sobie, że jedynym przyjacielem i osobą na której może polegać jest ona sama. Z wiekiem stawała się coraz piękniejsza, lecz także coraz bardziej odizolowana od innych[12]. Została skazana za nieposłuszeństwo przez Królową Serenity na wieczny pobyt w lustrze, lecz przebudził ją Kwartet Amazonek[13]. Jej celem jest zdobycie Złotego Kryształu, należącego do Eliosa (Pegaza)[14]. Pod finałowej walce, Nehellenia powraca do swojego lustra, aby na zawsze pozostać piękną[13]. Pojawia się ponownie w 167. odcinku, kiedy to zostaje przebudzona przez Galaxię. Tym razem chce zemścić się na wojowniczkach, które przysporzyły jej cierpień. Porywa Mamoru, jednak Sailor Moon wraz z resztą wojowniczek śpieszą mu na ratunek. Wszystkie czarodziejki zostają uwięzione w lustrach oprócz Sailor Moon, która uwalnia wojowniczki i Mamoru spod klątwy i przywraca Nehelleni jej spokój[12]. Jest jedną z form Chaosu[15].
- Cyrkonia (jap. (ジルコニア Jirukonia; Zirconia) (od minerału cyrkonu) – zarządczyni Cyrku, która spełnia rozkazy Nehelleni[5]. Jest ukazana jako stara kobieta, która wydaje rozkazy dla Walecznego Trio, a później dla Kwartetu Amazonek. Posługuje się Zirconem (latającym okiem), aby znajdować następne cele swych ataków[4]. Zostaje zabita przez Nehellenię, gdy ta zostaje uwolniona z lustra[16]. W mandze nie została uśmiercona, a jedynie schroniła się w lustrze[10].
- Tygrysie Oko (jap. タイガーズ・アイ Taigāzu Ai) (od szlachetnego kamienia tygrysie oko) – członek Walecznego Trio[5]. Nie posiada on zwierciadła marzeń, tak samo jak reszta Amazon Trio, więc nie jest w pełni człowiekiem[17]. Tak naprawdę jest tygrysem, który uzyskał ludzką postać, dzięki Czwórce Amazonek. Jako swój cel, do szukania luster marzeń, upatruje głównie młode dziewczyny. Gdy zostaje pokonany przez lemura, od śmierci ratuje go Pegaz, który przywraca go do ludzkiej postaci, wraz z resztą Trio i daje im na własność Zwierciadła Marzeń – od tej pory Amazon Trio stają się zwykłymi ludźmi[14]. W mandze ginie z ręki Sailor Mars[18].
- Sokole Oko (jap. ホークス・アイ Hōkusu Ai) (od minerału sokole oko) – członek Walecznego Trio[5]. Nie posiada on zwierciadła marzeń, tak samo jak reszta Amazon Trio, więc nie jest w pełni człowiekiem[17]. Tak naprawdę jest sokołem, który uzyskał ludzką postać, dzięki Czwórce Amazonek. Jako swój cel upatruje sobie starsze kobiety. Gdy zostaje pokonany przez lemura, od śmierci ratuje go Pegaz, który przywraca go do ludzkiej postaci, wraz z resztą Trio i daje im na własność Zwierciadła Marzeń – od tej pory Amazon Trio stają się zwykłymi ludźmi[14]. W mandze ginie z ręki Sailor Jupiter[19].
- Rybie Oko (jap. フィッシュ・アイ Fisshu Ai) – członek Walecznego Trio[5]. W polskiej wersji anime jest przedstawiony jako kobieta, choć w rzeczywistości jest mężczyzną – gejem i transwestytą[20]. Z tego powodu, jego celem są przeważnie mężczyźni. To właśnie on odkrywa, że Amazon Trio nie posiadają Zwierciadeł Marzeń, i że Chibiusa jest prawdziwą właścicielką Pegaza[17]. Gdy zostaje pokonany przez lemura, od śmierci ratuje go Pegaz, który przywraca go do ludzkiej postaci, wraz z resztą Trio i daje im na własność Zwierciadła Marzeń – od tej pory Amazon Trio stają się zwykłymi ludźmi[14]. W mandze ginie z rąk Sailor Mercury, Sailor Moon i Sailor Chibi Moon[21].
- Ves-Ves (jap. ベスベス Besubesu) (od planetoidy Westy) – jest członkinią Czwórki Amazonek i treserką bestii[5]. Przebudziły Nehellenię, w zamian za co dostały propozycję, pozostania na zawsze dziećmi. Nehellenia zamieniła ich sny w kamienie (bile), które są źródłem ich magii[16]. Ich misją, podobnie jak poprzedników, jest znalezienie posiadacza Złotego Zwierciadła Marzeń. Uchodzi za liderkę grupy i najczęściej jest wytypowywana do zadań[14]. Ma czerwone włosy, tak jak jej kula. Według mangi, w przyszłości zostaje jedną z Sailor Quartet – Sailor Vesta, której zadaniem jest ochrona Sailor Chibi Moon[10].
- Jun-Jun (jap. ジュンジュン Junjun) (od planetoidy Junony) – jest członkinią Czwórki Amazonek i akrobatką[5]. Nehellenia zamieniła ich sny w kamienie (bile), które są źródłem ich magii[22]. Ich misją, podobnie jak poprzedników, jest znalezienie posiadacza Złotego Zwierciadła Marzeń. Jest najbardziej wysportowana z całego kwartetu[23]. Ma charakter podobny do Ves-Ves, lecz jest bardziej chłopięca. Ma zielone włosy, tak jak jej kula. Według mangi, w przyszłości zostaje jedną z Sailor Quartet – Sailor Juno, której zadaniem jest ochrona Sailor Chibi Moon[10].
- Cere-Cere (jap. セレセレ Seresere) (od planetoidy Ceres) – jest członkinią Czwórki Amazonek i władczynią kwiatów[5]. Nehellenia zamieniła ich sny w kamienie (bile), które są źródłem ich magii[16]. Ich misją, podobnie jak poprzedników, jest znalezienie posiadacza Złotego Zwierciadła Marzeń. Interesuje się kwiatami i sztuką[24]. Wygląda na miłą osobę i posłuszną dziewczynkę, ale potrafi być naprawdę zawzięta i bezpardonowa. Ma różowe włosy, tak jak jej kula. Według mangi, w przyszłości zostaje jedną z Sailor Quartet – Sailor Ceres, której zadaniem jest ochrona Sailor Chibi Moon[10].
- Palla-Palla (jap. パラパラ Parapara) (od planetoidy Pallas) – jest członkinią Czwórki Amazonek i władczynią piłek[5]. Nehellenia zamieniła ich sny w kamienie (bile), które są źródłem ich magii[16]. Ich misją, podobnie jak poprzedników, jest znalezienie posiadacza Złotego Zwierciadła Marzeń. Ma bardzo dziecinny charakter, jednak potrafi być brutalna i bezlitosna[25]. Ma błękitne włosy, tak jak jej kula. Według mangi, w przyszłości zostaje jedną z Sailor Quartet – Sailor Pallas, której zadaniem jest ochrona Sailor Chibi Moon[10].

## Dubbing japoński
Lista dubbingowanych postaci:
- Kotono Mitsuishi jako Usagi Tsukino / Sailor Moon
- Kae Araki jako Chibiusa / Sailor Chibi Moon
- Aya Hisakawa jako Ami Mizuno / Sailor Mercury
- Emi Shinohara jako Makoto Kino / Sailor Jupiter
- Michie Tomizawa jako Rei Hino / Sailor Mars
- Rika Fukami jako Minako Aino / Sailor Venus
- Tôru Furuya jako Mamoru Chiba / Tuxedo Kamen
- Keiko Han jako Luna
- Yasuhiro Takato jako Artemis
- Taiki Matsuno jako Pegaz / Elios